# 第101独立領土防衛旅団 (ウクライナ領土防衛隊)
第101独立領土防衛旅団（だい101どくりつりょうどぼうえいりょだん、ウクライナ語: 101-ша окрема бригада територіальної оборони）は、ウクライナ領土防衛隊の旅団。西部作戦管区隷下。

## 概要

### ドンバス戦争

ザカルパッチャ州旗

2018年1月30日、ドンバス戦争の影響に伴い、ウクライナ領土防衛隊の動員が開始され、ザカルパッチャ州で創設された。団員の9割が侵攻前は民間人でイルシャヴァ副市長やウージュホロド国立大学のサンダー・フョードル教授が所属しており、フョードル教授が前線の塹壕からスマホでリモート講義している様子が「最も過酷なオンライン教育の現場」としてメディアで紹介された。

### ロシアのウクライナ侵攻

#### 東部・セベロドネツク戦線
2022年4月、ロシアのウクライナ侵攻で激戦地の東部ルハーンシク州セヴェロドネツィク地区に配備され、友軍の救援でポパスナ方面を防御した。

#### 東部・バフムート戦線

第101旅団旗

2022年5月、激戦地の東部ドネツィク州バフムート地区に再配置され、バフムート北のソレダル方面を防御した。以後もローテーションで定期的にバフムート方面に展開した。

## 編制
- 旅団司令部（ウージュホロド）
- 第68独立領土防衛大隊（ウージュホロド）
- 第69独立領土防衛大隊（ラヒウ）
- 第70独立領土防衛大隊（ムカチェヴォ）
- 第71独立領土防衛大隊（チャチウ）
- 第72独立領土防衛大隊（フースト）
- 第73独立領土防衛大隊（ベレホベ）
- 第212独立領土防衛大隊（ウージュホロド）

- 火力支援中隊
- 迫撃砲中隊
- 対破壊工作中隊
- 戦闘・後方支援隊
- 衛生隊